# إنفينيتي دي لوميير
إنفينيتي دي لوميير، هو متحف رقمي للفنون افتتح في 2021 . يقع في الطابق الثاني من مول دبي مقابل جاليري لافييت.افتتحته  الشيخة لطيفة بنت محمد بن راشد آل مكتوم، رئيسة هيئة الثقافة والفنون في دبي "دبي للثقافة"،عام 2021

## نبذة عامة
يعد إنفينيتي دي لوميير أكبر مركز للفن الرقمي في الشرق الأوسط، إذ يحتل مساحة تبلغ 2,700 متر مربع ومزود بـ130 جهاز إسقاط و58 سماعة و3,000 صورة عالية الوضوح ليشكلوا تحفة فنية رقمية. كما يوفر المتحف فعاليات عديدة ومن ضمنها رحلات مدرسية ومناسبات خاصة.
ويحتضن مجموعة من الأعمال الفنية والثقافية التي يعرضها بأسلوب جديد ومبتكر يعتمد على التكنولوجيا الحديثة بشكل كامل،ويستخدم  تأثيرات الصور والصوت والإضاءة كوسائط اتصال مفعمة بالحس والحياة، في صورة بعيدة كلياً عن النمط الكلاسيكي.

## المعارض المشهورة
- معرض فان جوخ، ويعرض هذا العرض أشهر لوحات فان جوخ. ويوفر المعرض للزوار تجربة اكتشاف تطور حياة الفنان بصورة رقمية.[1]
- معرض "يابان في الأحلام" ويعرض هذا المعرض فن خيالي يصور اليابان خلال القرن الـ19. ومدته أقصر من مدة معرض فان جوخ. يعرض المعرض الفن الياباني متضمنا صور شخصية ومناظر طبيعية ومناظر بحرية بطريقة خيالية تشابه الأحلام.[3]
- معرض "فيرس،" ويقع هذا المعرص بغرفة أخرى داخل المتحف ويعرض عالم مختلف. يجلس الزوار ليكتشفوا عالم آخر من خلال عرض حركة الكون مصحوبة بالموسيقى التكميلية.[3]

- معرض استكشاف الكون ويعرض مجموعة لامتناهية من الأجرام السماوية يرافقها صور مأخوذة من المركز الوطني للدراسات الفضائية الفرنسية ووكالة الفضاء الأمريكية ناسا إلى جانب الموسيقى التشويقية، و يقدم رحلة عبر الكواكب[4]
- معرض رايز فايبريشن الرقمي، ويعرض الأعمال الفنيية للفنانين جاودي وكاندينسكي وكلي[6]

## روابط خارجية
فيديو عن معرض رايز فايبريشن الرقمي في إنفينيتي دي لوميير